# Port lotniczy Reyes
Port lotniczy Reyes – port lotniczy zlokalizowany w boliwijskim mieście Reyes.